# Alfred Gaselee
Sir Alfred Gaselee GCB, GCIE (* 3. Juni 1844 in Little Yeldham, Essex; † 29. März 1918 in Guildford) war ein britischer Offizier und General der Britisch-Indischen Armee.

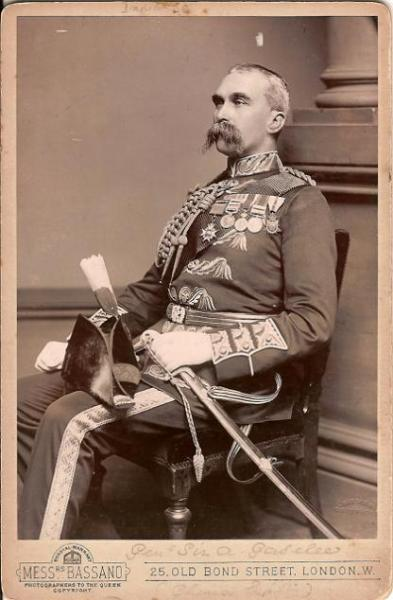
Porträt von General Sir Alfred Gaselee, ca. 1900

## Leben
Alfred Gaselee wurde am 3. Juni 1844 in Little Yeldham, Essex, als ältester Sohn des Reverends John Gaselee und seiner Frau Sarah Anne Mant geboren. Er besuchte die Felsted School und trat 1861 in das Royal Military College in Sandhurst ein.

## Militärische Laufbahn
Gaselee trat am 9. Januar 1863 in die British Army ein und erwarb ein Offizierspatent als Ensign im 93rd (Sutherland Highlanders) Regiment of Foot. Er war an Feldzügen an der Nordwestgrenze Indiens, in Abessinien, der Jowaki-Expedition und dem Zweiten Anglo-Afghanischen Krieg beteiligt. Im Laufe seiner Karriere stieg er 1900 zum Major-General auf und wurde 1898 für seine Verdienste in Tirah als Knight Commander des Order of the Bath geadelt.
1900 kommandierte Gaselee während des Boxeraufstands in China das britische Kontingent der internationalen Expeditionsstreitkräfte zum Schutz der diplomatischen Vertretungen und ausländischen Staatsangehörigen in Peking. Für seine Leistungen wurde er zum Knight Grand Commander des Order of the Indian Empire ernannt. Die Expedition endete mit einem Sieg in der Schlacht um Peking.
1903 wurde Gaselee zum Lieutenant-General und 1906 zum General befördert. 1907–1908 übernahm er das Kommando über die Nordarmee in Indien. 1909 wurde er zum Knight Grand Cross des Order of the Bath erhoben. 1911 trat er aus der Indischen Armee aus, blieb aber bis zu seinem Tod Colonel of the Regiment der 54th Sikhs (Frontier Force).

## Privatleben
Gaselee heiratete 1882 Alice Jane Baxter, von der er sich 1893 scheiden ließ. 1895 heiratete er Alice Margaret. Beide Ehen blieben kinderlos.